# Sant Sebastià d'Estac
Sant Sebastià d'Estac és una antiga capella, ara en ruïnes, del poble d'Estac, en el terme municipal de Soriguera, a la comarca del Pallars Sobirà. Pertanyia a l'antic terme d'Estac.
Petita ermita actualment enrunada. És de planta rectangular amb capçalera rectangular que no sobresurt a l'exterior pel costat nord, i que s'obre a la petita nau per mitjà d'un gran arcada de mig punt, formada amb dovelles de gran format toscament tallades. A migdia, es troba una senzilla porta d'arc de mig punt descentrada respecte a l'eix de la nau. L'aparell és de mida considerable, sobretot a la base dels murs i en els angles, i generalment sense desbastar.